# 婦人科学

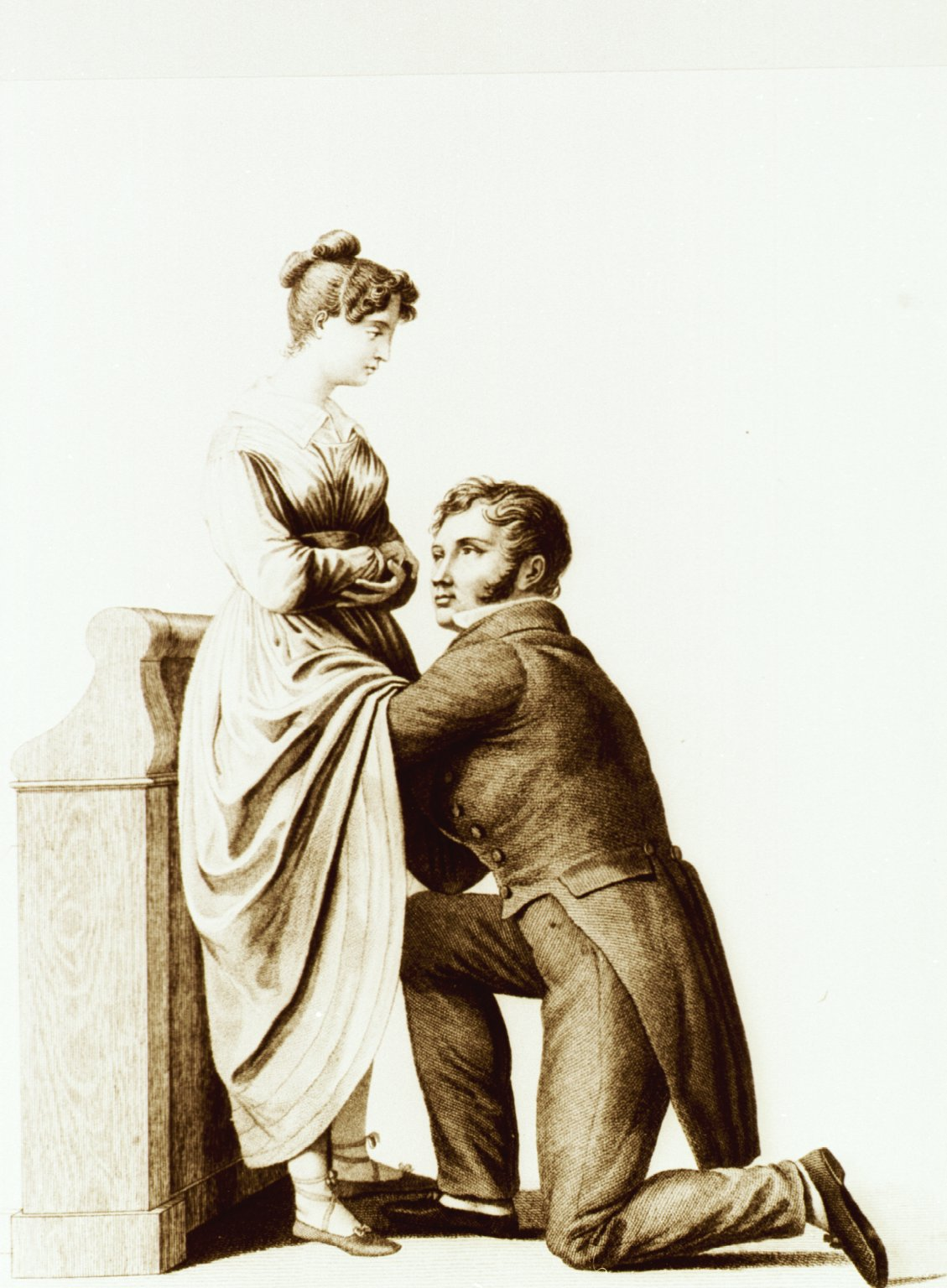
1822年

婦人科学（ふじんかがく、英語: gynaecology）は、婦人科疾患等に関連する医学の分野の一つ。婦人科とは思春期から老年期における、女性特有の病気や不調などをすべて扱う診療科目のこと。月経の悩みや妊娠に関することをはじめ、卵巣の疾患や子宮がんや子宮筋腫、乳がんなどの検査も婦人科に含まれる。産科学と合わせて産婦人科学と称される場合が多い。場合により泌尿器科学と連携して治療にあたる。

## 歴史
元々、女性に関連する特有の疾患を扱う分野として、19世紀初頭より発展してきた経緯を持つ。初期の頃は、診療というより「女性に関する医学的初期コンサルト」を担う分野として存在し、現在で言ういわゆる「女性総合診療部門」的な存在であった。そのため産科学が確立するまでは（帝王切開は外科学が担当）、その一部診療も担っていたため、明治以降日本でも「産婦人科学」が一般的な名称となってしまっていた。

## 疾患

### 増殖性疾患
- 子宮頸癌
- 子宮体癌
- 子宮肉腫
- 子宮筋腫
- 子宮内膜増殖症
- 子宮内膜症
  - チョコレート嚢胞
- 子宮内膜炎
- 卵巣腫瘍
  - 分類
    - 上皮性卵巣腫瘍
    - 胚細胞性卵巣腫瘍
    - ホルモン産生性卵巣腫瘍
    - 成熟奇形腫
- 絨毛性疾患
  - 胞状奇胎
  - 侵入奇胎
  - 胎児性癌
- 膣癌、外陰癌
- バルトリン腺炎、嚢胞

### 感染症
- クラミジア
- 淋病
- トリコモナス
- カンジダ
- 性器ヘルペス
- 梅毒
- HIV（エイズ）

### 産褥期や妊娠期
- 子癇
- 分娩
- 帝王切開
- 破水
- 人工授精
- つわり

### その他
- 月経不順・月経異常
- 月経痛・月経困難症
- PMS（月経前症候群）
- 不妊治療
- 避妊
- 妊娠中絶（産科学の領域にも入る）
- 更年期障害
- 骨盤臓器脱